# Micrathena huanuco
Micrathena huanuco är en spindelart som beskrevs av Levi 1985. Micrathena huanuco ingår i släktet Micrathena och familjen hjulspindlar.
Artens utbredningsområde är Peru. Inga underarter finns listade i Catalogue of Life.